# Герасимович Йосип Васильович
Йосип Васильович Герасимович (нар. 6 січня 1894, Володимир — 1982, Москва) — радянський графік, кіноплакатист; член Асоціації художників революційної Росії у 1926—1932 роках та Московської організації Спілки художників СРСР з 1929 року.

## Біографія
Народився 25 грудня 1893 [6 січня 1894] року в місті Володимирі Волинської губернії Російської імперії (тепер Волинська область, Україна). Його батько працював на залізниці, мати була домогосподаркою. У 1912—1917 роках навчався в Технічному залізничному училищі. У 1915—1916 роках займався в студії Іллі Машкова.
З 1919 року служив у Червоній армії, у штабі 1-го стрілецького полку військ внутрішньої охорони. Того ж року був відряджений з лав Червоної армії в Народний комісаріат шляхів сполучення, де став працювати за попереднім фахом техніком-кресляром. У 1920 році за власним бажанням залишив займану посаду з тим, щоб продовжити навчання в галузі мистецтва. З 1922 року відвідував приватні студії Костянтина Юона та Абрама Архипова.
З 1924 року працював як художник-кіноплакатист в «Совкіно».
Помер у Москві у 1982 році. Похований у Москві.

## Творчість

Афіша до фільму «Броненосець Потьомкін».

Починаючи з середини 1920-х років працював в галузі кіноплаката:
- «А. Судакевич» (1927);
- «Останній візник Берліна» (1928);
- «Третя дружина мулли» (1928);
- «Гарячий принц» (1928);
- «Старе і нове (Генеральна лінія)» (1929);
- «120.000 в рік» (1929);
- «Л. Орлова у фільмі „Веселі хлопці“» (1934);
- «Цирк» (1936);
- «Серця чотирьох» (1941),
- «Оборона Царицина» (1948);
- «Весна» (1949).

З 1960-х років виконував переважно політичні плакати.
Брав участь у Першій та Другій виставках кіноплаката в Москві (1925, 1926), ІІІ Міжнародній виставці декоративного мистецтва в Монці і Мілані (1927; отримав диплом) та інших.
Плакати художника зберігаються в Російській державній бібліотеці, Музеї кіно в Москві, приватних російських і зарубіжних колекціях.